# Метрополітен-опера
Метропо́літен-о́пера (англ. Metropolitan opera) — провідний театр в США, один з центрів світової музичної культури.
Відкритий у Нью-Йорку 1883 року на кошти акціонерного товариства «Метрополітен гаус-компані» (архітектор Дж. -К. Кейді). Першою виставою театру стала опера «Фауст» Шарля Гуно, що відбулася 22 жовтня того ж року.
Метрополітен-опера — єдиний в США постійний оперний театр. Хор, оркестр і допоміжні колективи стабільні. Солістів і диригентів запрошують на сезони або на певні вистави. З 1910 року опери виконують мовою оригіналу. З 1966 року працює в новому приміщенні в Лінкольнівському центрі виконавської майстерності. В театрі виступали українські співаки Бела Руденко, Анатолій Солов'яненко, Інна Бурська, Андрій Добрянський, Іванна Мигаль, Людмила Монастирська та інші. Художником театру був Владислав Клех.
На сцені Метрополітен-опера виступали також світові диригенти, такі як Бернстайн, Вальтер, Караян, Лайнсдорф, Мітропулос, Стоковський, Гергієв та інші.
З 1975 року незмінним диригентом є Джеймс Ливайн.
Співали на сцені Метрополітен-опера такі відомі співаки: Альбані, Сембріх, Імс, Мелба, Галлі-Курчі, Дестінова, Джильї, Мельхіор, Пінца, Руффо, Тіббет, Флагстат, Варні, Стібер, Такер, Бастіаніні, Гоббі, Каллас, Гедда, Гяуров, Дель Монако, Домінго, Кабальє, Лондон, Нільсон, Паваротті, Прайс, Сазерленд, Сілс, Скотто, Тебальді, Шварцкопф, Литвин, Шаляпін, Вишневська, Бієшу, Горчакова, Бородіна, Раутіо, Лейферкус, Чернов, Абразаков, Нетребко, Хворостовський, Лілі Чукасян.
Серед найвідоміших постановок можна виділити такі: Пуччіні «Дівчина з Сходу», «Турандот», цикл одноактних опер «Триптих», опери Гранадоса «Гоєскі», опера Берга «Войцек», опера Моцарта «Чарівна флейта», опера Берліоза «Троянці», опера Массне «Манон Леско» та інші.
Театр зустрічав прем'єри вистав американських композиторів Барбера, Гласса, Д. Коліряно.
Керували театром такі визначні постаті:
- З 1908–35 р. директором був Гатті-Казацца
- 1908–15 р. посаду художнього керівника займав Артуро Тосканіні
- 1950–72 р. керівник Бінг
- 1975-85 р. директором був Е. Блісс
- З 1990 р. посаду директора займав Вольпе
- З 1972–75 р. директор Кубелік
- З 1975 р. директор Джеймс Лівайн

## Будівля опери
Компанія «Метрополітен Опера» заснована 1880 року та розташовувалася в будівлі оперного театру, збудованого архітектором Клівлендом Кейді на Бродвеї. Пожежа 27 серпня 1892 року істотно пошкодила будівлю. Після відновлювальних робіт оперу знову відкрили, і будівля використовувалася аж до 1966 року, коли керівництво компанії вирішило перенести оперний театр на нове місце.
У 1966 році будівлю було знесено.
У вересні 1966 року компанія переїхала в нову будівлю в Лінкольновському центрі виконавських мистецтв на Мангеттені разом з дванадцятьма іншими організаціями.
Глядацька зала розрахована на 3 900 місць. Крім основної сцени, є три допоміжні. Стіни вестибюлю прикрашені монументальними фресками Марка Шагала. Ці фрески недавно були продані приватній особі за 20 млн доларів, але з умовою, що їхнє місце розташування не зміниться. Отож продаж був суто номінальним, умовним, більше подібним на матеріальну допомогу.
Чудова завіса Метрополітен-опери важить кілька сотень кілограмів, прикрашена блискітками і розшита шовком. Устаткування сцени виготовлене німецькою фірмою «Геррітсен» з Умкірх під Фрайбургом.

## Архітектура опери та внутрішній інтер'єр
Метрополітен-опера розташована в Лінкольновському центрі виконавських мистецтв на Мангеттені (скорочено Лінкольн-центр) в комплексі, який об'єднує 12 будівель, призначених для проведення культурно-мистецьких заходів.
Автором проєкту є американський архітектор Воллес Кей Гаррісон. Ця п'ятиаркова споруда в неоіталійському стилі прекрасно гармоніює з архітектурою всього комплексу. Будівля вирізняється чудовою акустикою.
Основна сцена — 80 футів, обладнання для якої виготовили німецькі майстри (фірма «Геррітсен», комуна Умкірх, ФРН). Є і два додаткові сценічні майданчики. Оркестрова яма вміщує 110 музикантів, але під час балетних вистав вона зменшується і додається ще один ряд — тридцять п'ятий. Величезний зал для глядачів має п'ять ярусів і розрахований на 3 900 місць. Його оздоблення вражає багатством: стеля покрита сухозлітним золотом, 11 кришталевих люстр в стилі модерн створюють чудову освітленість, що дає змогу бачити сцену навіть з найвіддаленіших точок. Ще одна візитна картка знаменитого театру — розкішна завіса.
Фоє Метрополітен-опери прикрашене знаменитими фресками Марка Шагала. Їхній розмір 9 на 11 метрів, їх добре видно з вулиці через величезні аркові вікна. У вестибюлі є скульптури роботи Арістіда Майоля і Вільгельма Лембрука. Тут же висять портрети знаменитих артистів.

## Історія балету
На відміну від більшості оперних театрів, Метрополітен-опера не мала стійких традицій хореографічного мистецтва. Театр був заснований в період загального застою балетного мистецтва, що позначилося і в наступні періоди існування його балетної трупи.
Довгий час трупа брала участь здебільшого в оперних спектаклях і підтримувалася завдяки європейським гастролерам. Тут виступали данська танцівниця А. Жене (з 1908), італійки Р. Галлі і Ч. Форнаролі, російські артисти А. П. Павлова і М. М. Мордкин (1910–20-і рр.) та ін.
У 1915–16 тут гастролювала трупа «Російський балет» Дягілєва. Виступи російських артистів, їхні балетні постановки («Сон маркізи» на музику Моцарта, 1921, балетмейстери Больм і М. М. Фокін) сприяли пробудженню інтересу в американського глядача і театральних підприємців до балетного мистецтва.
У 20–30-х рр. в Метрополітен-опері працювали різні балетмейстери, здебільшого з Європи. Значним був короткий період діяльності Дж. Баланчина (1935–36, що поставив в числі інших танці в опері «Орфей і Еврідіка» Глюка).
У 1951–58 і 1965–66 колективом керував З. Солов; серед його вистав: «Мадемуазель Фіфі» Лажарта (1958); «Вітторіо» на музику Верді і «Суаре» на музику Россіні-Бріттена (обидва — 1955). Балети ставили також Б. Г. Романов (1938–42 і 1945—1950) і А. Тюдор (1950-51, 1958-59).
Балетна школа Метрополітен-опери (заснована в 1909), очолювана в 60-х роках М. Фарби і Тюдором, в 1968 закрилася. З кінця 30-х років на сцені Метрополітен-опери постійно проходили гастролі американських і зарубіжних труп «Балі рюс де Монте-Карло», «Американ балі тіетр», «Оріжіналь балі рюс», Великого театру і Театру ім. Кірова.

## Від Вагнера до Чайковського
На початку роботи в театрі йшли переважно постановки Вагнера. В першу чергу Мет зобов'язаний цим диригенту Дамрош, керівнику німецької трупи театру з 1984 до 1991 рік. Трохи пізніше, в 1908—1910 роках, тут працював Густав Малер. У 1908 році художнім керівником театру був призначений знаменитий Артуро Тосканіні. Після Метрополітен-опери він працював у міланському театрі Ла Скала. Саме при Тосканіні в нью-йоркській опері почалася традиція постановки творів мовою оригіналу. Заповіти італійського диригента виконують в театрі і досі.

## Афроамериканці на сцені опери
У XX столітті Мет вважалася однією з провідних оперних сцен світу поряд з Ла Скалою та Віденською оперою. Особливу сторінку в історії театру відкрив прихід диригента Бінга. Метрополітен-опера ставала все популярнішою, в тому числі завдяки тому, що Бінг першим ризикнув запросити на сцену афроамериканських солістів.
Першовідкривачем стала Марина Андерсон, знаменита американська оперна співачка, яка виконує музику Баха, Шуберта, Верді, а також духовну музику в стилі спірічуелс. На сцені Метрополітен-опери вона з'явилася 1995 року в ролі Ульріки в опері «Бал-маскарад» Верді.

## Новий дім на Лінкольн-центрі
1966 році став переломним моментом для Метрополітен-опери. Стару будівлю на Бродвеї вирішили знести, а сам театр переїхав в будівлю Лінкольн-центру. Свій переїзд театр відсвяткував світовою прем'єрою опери «Антоній і Клеопатра» Семюеля Барбера. Новий будинок Мета-Лінкольн-центр — справжній острів культури і мистецтв. Крім Мета, тут розташовані також трупа Нью-Йоркського балету, Нью-Йоркський філармонійний оркестр, Джазовий центр, Нью-Йоркська публічна бібліотека виконавських мистецтв і багато іншого.
Спонсорував створення цього центру Рокфеллер.